# Karol d’Abancourt de Franqueville (wojskowy)

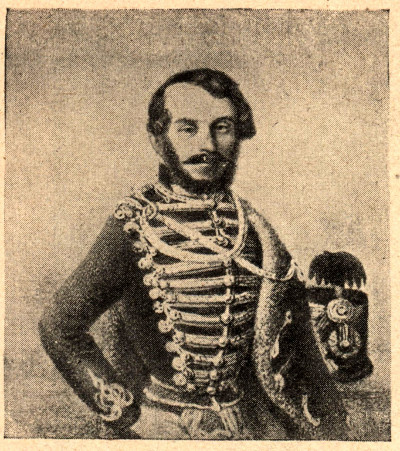
Karol d’Abancourt de Franqueville

Karol d’Abancourt de Franqueville (ur. 1811, zm. 16 października 1849) – polski wojskowy, uczestnik walk na Węgrzech w 1848.
Pochodził z rodziny francuskich emigrantów; jego ojciec Augustyn był bratankiem ministra wojny Ludwika XVI, Charlesa Xaviera Abancourta. Młodszy brat Karola Franciszek Ksawery (1815-1892) został działaczem narodowym i publicystą.
Kształcił się w Samborze i Przemyślu, decydując się następnie na karierę w wojsku austriackim. Jako kadet wstąpił do 30 pułku piechoty hrabiego Nugenta. W 1837, zamieszany w spisek wojskowy, został zadenuncjowany, uwięziony i skazany na karę śmierci. Wyrok zamieniono na 20 lat twierdzy. Opuścił więzienie w 1848 na mocy amnestii.
Krótko po zwolnieniu zaciągnął się w szeregi powstańczej armii węgierskiej. Dowodził 12 pułkiem huzarów na południu Węgier, słynąc z waleczności. „Ubóstwiany przez żołnierzy, porywał ich swą szaloną odwagą” (Helena d’Abancourt de Franqueville); nie chcąc porzucać podkomendnych, wśród których cieszył się takim mirem, nie przyjął propozycji objęcia szarży majora w 51 batalionie honwedów. Udział w walkach przerwał jedynie na krótko po bitwie pod Szolnok, gdzie był ranny i utracił głos.
Służył następnie jako adiutant generała Henryka Dembińskiego, kwatermistrza armii południowej. Po jednej z przegranych bitew trafił do niewoli austriackiej; za działalność agitacyjną wśród Polaków i Węgrów, a także czyny bojowe przeciwko wojskom austriackim, skazany został na karę śmierci i stracony razem z Peterem Gironem i księciem Mieczysławem Woronieckim.